# Martynówka (rejon barski)
Martynówka (ukr. Мартинівка) – wieś na Ukrainie, w obwodzie winnickim, w rejonie żmeryńskim.
We wsi znajduje się przystanek kolejowy Martyniwka, położony na linii Żmerynka – Mohylów Podolski.

## Historia
W czasach Rzeczypospolitej wieś leżała w województwie podolskim. Odpadła od Polski w wyniku II rozbioru.
W XIX i w początkach XX w. położona była w Rosji, w guberni podolskiej, w powiecie mohylowskim, gminie Marianówka. Po I wojnie światowej w Związku Sowieckim. Od 1991 na niepodległej Ukrainie. Do 2020 w rejonie barskim.